# Liste von Videobearbeitungssoftware
Die Liste von Videobearbeitungssoftware ist ein Überblick über Videoschnittsoftware mit den Hauptfunktionen der jeweils neuesten Version.
Aufgeführte Software sollte beim nichtlinearen Schnitt folgendes beherrschen:
- Montage und Compositing
- Trimming (Beschneiden von Anfang und Ende) und Cropping ohne Transkodierung, insbesondere verlustfrei.

Nicht aufgeführt ist Software zur reinen Transkodierung, auch wenn sie Trimming oder Cropping ermöglicht.
| Name                            | Betriebssystem       | Kategorie | Lizenz                               | ca. Größe        | Sprache                         | HD   | Smart Rendering | BD/DVD brennen | Bemerkungen |
| ------------------------------- | -------------------- | --------- | ------------------------------------ | ---------------- | ------------------------------- | ---- | --------------- | -------------- | --- |
| Adobe Premiere Elements         | ,                    | mittel    | kostenpflichtig                      | 6,8 GB           | deutsch                         | Ja   | Nein            | Ja             | |
| Adobe Premiere Pro              | ,                    | Profi     | kostenpflichtig                      | 10 GB            | deutsch                         | Ja   | Ja              | Ja             | CUDA-Unterstützung, aktuelle Version nur noch im Abo-Modell als Einzel-Version oder im Rahmen eines Creative-Cloud-Gesamtpakets verfügbar |
| ApowerEdit                      | Microsoft Windows    | mittel    | kostenpflichtig                      | 160 MB           | Deutsch und 20 weitere Sprachen | Ja   | Ja              | ?              | Die Software bietet eine Vielzahl großartiger Vorlagen, Effekte und Funktionen und unterstützt viele Video- und Audioformate(avi, mpeg, wmv, mp4, mov wav, mp3, m4a, mid, flac, aac, wma, au, aiff, ogg usw.).                                                                                          |
| Apple Final Cut Pro X           | Mac OS X             | Profi     | kostenpflichtig                      | 2 GB             | deutsch                         | Ja   | Ja              | Ja             | GPU-Unterstützung, Import und Export von 5K-Medien möglich, zusätzlich erhältlich: Apple Motion, Apple Compressor; Bezug nur online durch den Mac App Store/keine CD/DVD |
| Apple iMovie                    | ,                    | einfach   | kostenpflichtig (in macOS enthalten) | 600 MB           | deutsch                         | Ja   | ?               | Ja             | iMovie wird beim Kauf eines Apple-Computers mitgeliefert. Auf iOS-Geräten, die nach dem 1. September 2013 erworben wurden, ist eine kostenlose Installation möglich. |
| Avid Media Composer             | ,                    | Profi     | kostenpflichtig                      | 20 GB            | deutsch                         | Ja   | ?               | Ja             | Nachbearbeitung, insbesondere das Schneiden von Videoaufnahmen in der Fernseh- und Videoproduktion. |
| Avidemux                        | plattform-unabhängig | mittel    | Freie Software                       | 10 MB            | deutsch                         | Ja   | Ja              | ?              | Schnitt nur bei I-Frame |
| BeeCut                          | plattform-unabhängig | mittel    | kostenpflichtig                      | 160 MB           | Deutsch und 20 weitere Sprachen | Ja   | Ja              | ?              | Anfängerfreundliche Benutzeroberfläche, professionelle Bearbeitungsfunktionen |
| Blackmagic DaVinci Resolve      | ,                    | Profi     | Freemium                             | 425 MB           | englisch und weitere            | Ja   | Ja              | Ja             | Professionelles, ursprünglich für Farbbestimmung entwickeltes, nichtlineares Videoschnittprogramm |
| Camtasia Studio                 | ,                    | mittel    | kostenpflichtig                      | 270 MB           | deutsch                         | Ja   | ?               | Nein           | Unterstützt keine 60 fps, auch Aufnahmeprogramm, Unterstützung in Power Point (ab v2007) |
| Cinelerra-GG Infinity           | Linux                | Profi     | Freie Software                       | 200 MB           | deutsch und 4 weitere           | Ja   | ?               | Ja             | Bis 8 K, 10 bit, GPU-beschleunigtes (De)Kodieren, Hunderte Videoformate, umfassende Farbkorrekturwerkzeuge, Hunderte Effekte, HiDPI, mehrere Monitore. |
| Clipchamp                       | ,                    |           |                                      |                  |                                 |      |                 |                | |
| Corel VideoStudio Express       | Microsoft Windows    | einfach   | kostenpflichtig                      | 4 GB             | deutsch                         | Ja   | Nein            | Ja             | auch Bestandteil von Corel Digital Studio |
| Corel VideoStudio Pro           | Microsoft Windows    | mittel    | kostenpflichtig                      | 3 GB             | deutsch                         | Ja   | Ja              | Ja             | früher: Ulead VideoStudio Smart-Proxy, 2-D-in-3-D-Wandlung |
| Cuttermaran                     | Microsoft Windows    | einfach   | Freie Software                       | 1,4 MB           | deutsch                         | Nein | Ja              | Nein           | Programm zum Schneiden von Videodaten im MPEG-2-Format |
| CyberLink PowerDirector         | Microsoft Windows    | mittel    | kostenpflichtig                      | 10 GB            | deutsch                         | Ja   | Ja              | Ja             | GPU-Unterstützung, 64-Bit-Version, auch 3-D |
| EditShare Lightworks            | ,                    | mittel    | Freemium                             | 93 MB            | englisch, deutsch               | Ja   | ?               | ?              | professionelle Videoschnittsoftware, viele Funktionen nur in der kostenpflichtigen Pro-Version |
| EditShare Lightworks Pro        | ,                    | Profi     | kostenpflichtig                      | 42 MB            | englisch                        | Ja   | ?               | ?              | professionelle Videoschnittsoftware, Mac-Version als Public Beta, unterstützt 60 fps |
| FXhome HitFilm Express          | ,                    | Profi     | Freemium                             | 900 MB           | englisch                        | Ja   | Ja              | Nein           | Einige Addons sind kostenpflichtig, die in der Pro-Version (mit einigen weiteren Funktionen) enthalten sind. Auch werden bestimmte Dateiformate in der Free-Version nicht unterstützt. Relativ große Community, einfache Bedienung, hohe Funktionalität. Registrierung erforderlich                     |
| Grass Valley Edius              | Microsoft Windows    | Profi     | kostenpflichtig                      | 332 MB           | deutsch                         | Ja   | Ja              | Ja             | Smart Rendering: Nur MPEG2 |
| Jahshaka                        | ,                    | mittel    | Freie Software                       | 9,7 MB           | englisch                        | ?    | ?               | ?              | Open Source |
| Kdenlive                        | ,                    | Profi     | Freie Software                       | 70 MB            | deutsch                         | Ja   | Nein            | Ja             | Open-Source-Videoschnittsoftware des KDE Projekts mit professionellen Ambitionen. GPU-Unterstützung mit aktiven Treibern und Codecs (z. B. NVEnc, Vaapi). |
| Kino                            | ,                    | einfach   | Freie Software                       | 11 MB            | deutsch                         | ?    | ?               | ?              | Open-Source-Videoschnittsoftware für Heimbenutzer |
| Losslesscut                     | ,                    | mittel    | Freie Software                       | 91 MB            | deutsch                         | Ja   | Ja              | Nein           | Verlustfreier Schnitt am I-Frame, GUI zu FFmpeg |
| MacroSystem BogartSE Bronze     | Microsoft Windows    | einfach   | kostenpflichtig                      | 180 MB           | deutsch +13 weitere             | Ja   | Nein            | Ja             | Edition für Einsteiger. Projekte bis 4096x2160p60, Intel QuickSync + NVENC Nutzung (optional), GPU-beschleunigter AVC/H.264 und HEVC/H.265 Export, Baukastensystem für Erweiterungen. UHD-Disk-Authoring mit bewegtem Blu-ray-Menü mittels Arabesk-8-Erweiterung.                                       |
| MacroSystem BogartSE Gold       | Microsoft Windows    | Profi     | kostenpflichtig                      | 180 MB           | deutsch +13 weitere             | Ja   | Nein            | Ja             | Edition für Semi-Profis. >70 Funktionen mehr als Silber. Projekte bis 4096x2160p60, Intel QuickSync + NVENC Nutzung (optional), GPU-beschleunigter AVC/H.264 und HEVC/H.265 Export, Baukastensystem für Erweiterungen. UHD-Disk-Authoring mit bewegtem Blu-ray-Menü mittels Arabesk-8-Erweiterung.      |
| MacroSystem BogartSE Silber     | Microsoft Windows    | mittel    | kostenpflichtig                      | 180 MB           | deutsch +13 weitere             | Ja   | Nein            | Ja             | Edition für Fortgeschrittene. >70 Funktionen mehr als Bronze. Projekte bis 4096x2160p60, Intel QuickSync + NVENC Nutzung (optional), GPU-beschleunigter AVC/H.264 und HEVC/H.265 Export, Baukastensystem für Erweiterungen. UHD-Disk-Authoring mit bewegtem Blu-ray-Menü mittels Arabesk-8-Erweiterung. |
| Magix Vegas Movie Studio        | Microsoft Windows    | mittel    | kostenpflichtig                      | 200 MB           | deutsch                         | Ja   | Ja              | Ja             | GPU-beschleunigte AVC/H.264-Codierung |
| Magix Vegas Pro                 | Microsoft Windows    | Profi     | kostenpflichtig                      | 500 MB           | deutsch                         | Ja   | Ja              | Ja             | GPU-beschleunigte AVC/H.264-Codierung, 64-Bit-Version, auch 3-D |
| Magix Video Deluxe              | Microsoft Windows    | mittel    | kostenpflichtig                      | 4,9 GB           | deutsch                         | Ja   | Ja              | Ja             | AVCHD-Smart-Rendering, auch 3-D |
| Magix Video easy                | Microsoft Windows    | einfach   | kostenpflichtig                      | 1 GB             | deutsch                         | Ja   | Nein            | Ja             | |
| Magix Video Pro X               | Microsoft Windows    | Profi     | kostenpflichtig                      | 1 GB             | deutsch                         | Ja   | Ja              | Ja             | AVCHD-SmartRendering, auch 3-D |
| Media 100                       | Mac OS X             | Profi     | kostenpflichtig                      | ?                | deutsch                         | Ja   | Ja              | ?              | Einfach zu nutzender Videoeditor für macOS |
| Movavi VideoSuite               | Microsoft Windows    | einfach   | kostenpflichtig                      | 114 MB           | deutsch                         | Ja   | ?               | Ja             | CUDA-Unterstützung |
| Nero Video (früher Nero Vision) | Microsoft Windows    | mittel    | kostenpflichtig                      | 5 GB             | deutsch                         | Ja   | Ja              | Ja             | CUDA-Unterstützung, auch Bestandteil der Nero Multimedia Suite |
| OpenShot                        | ,                    | einfach   | Freie Software                       | 226 MB Quelltext | Deutsch und 20 weitere Sprachen | Ja   | ?               | ?              | einfach zu bedienender, nicht linearer Video-Editor, rendert fast alles. |
| Pinnacle Studio HD              | ,                    | mittel    | kostenpflichtig                      | 3,2 GB           | deutsch                         | Ja   | Ja              | Ja             | viele Übergangseffekte |
| Pinnacle VideoSpin              | Microsoft Windows    | einfach   | kostenlos                            | 140 MB           | deutsch                         | Nein | Nein            | Nein           | Nach 15 Tagen müssen die Codecs MPEG-1, -2, -4/DivX für 10 € freigeschaltet werden. |
| Shotcut                         | , ,                  | einfach   | Freie Software                       | 256 MB           | deutsch, englisch               | Ja   | Nein            | Ja             | Einfaches Schnittprogramm mit FFmpeg im Hintergrund |
| sportimization videocoach       | ,                    | mittel    | kostenpflichtig                      | 300 MB           | deutsch, englisch, spanisch     | Ja   | Nein            | Nein           | Programm zum Analysieren und Schneiden von Videodateien speziell für Sportvideos. Schnelles Hinzufügen von Zeichnungen und Animationen zum Videobild. |
| VirtualDub                      | Microsoft Windows    | einfach   | Freie Software                       | 3,4 MB           | englisch                        | Ja   | Ja              | Nein           | lineares Videoschnittsystem, nur AVI speicherbar |
| VLMC VideoLAN Movie Creator     | ,                    | mittel    | Freie Software                       | 23,2 MB          | Deutsch und 19 weitere Sprachen | Ja   | ?               | ?              | Open Source GPL v2 Lizenz, Version 0.2.0, basiert auf VLC |
| VSDC Free Video Editor          | Microsoft Windows    | Profi     | Freeware                             | 32,8 MB          | deutsch                         | Ja   | Nein            | Ja             | VSDC Free Video Editor – gehört zur Kategorie der nichtlinearen Videoeditoren und dient zur Bildung und Bearbeitung von Audio- und Videodateien |
| MiniTool MovieMaker             | Microsoft Windows    | einfach   | kostenlos & kostenpflichtig          | 1,05 GB          | Englisch & Japanisch            | Ja   | Nein            | Nein           | Verfügt über zahlreiche Übergänge und Filter, unterstützt die mehrspurige Audio- und Videobearbeitung und exportiert Videos in 4K/1080p ohne Wasserzeichen |

## Frühere Software
Der Vertrieb wurde eingestellt u. a. von:
- Microsoft Windows Movie Maker (2000–2017)